# Kolej linowa Janikowo – Piechcin
Kolej linowa Janikowo – Piechcin – przemysłowa, nizinna kolej linowa na Kujawach. Operatorem kolei jest Ciech Soda Polska.
Kolej powstała w 1960. Obsługiwała transport wapiennego kruszywa z kamieniołomu w Piechcinie do zakładów produkcji sody w Janikowie, a w przeszłości także do zakładów sodowych w Mątwach. Od 2 czerwca 2025 roku trwa demontaż wagoników kolejki, w związku z wygaszeniem produkcji sody w Janikosodzie.

## Charakterystyka

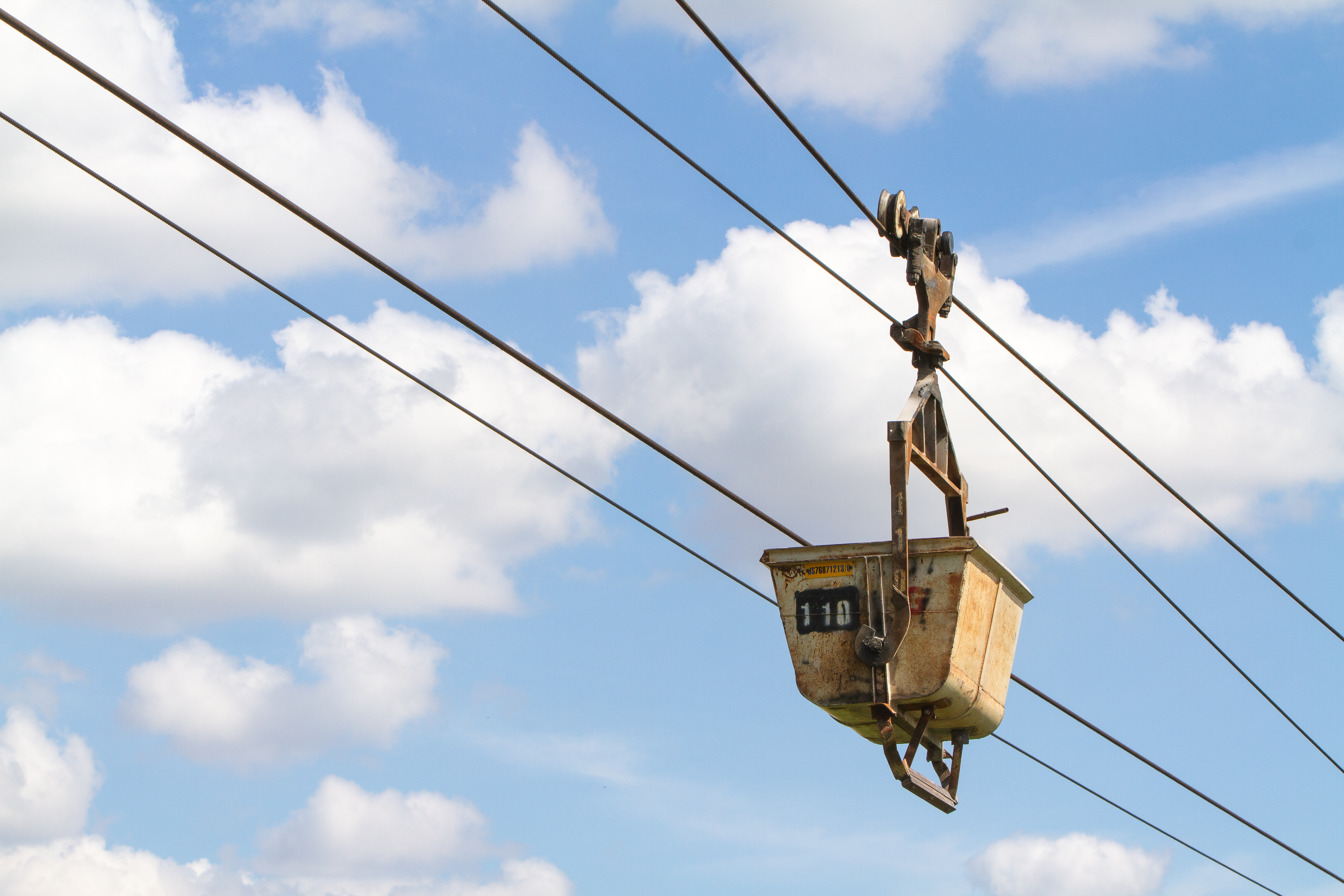
Wagon przemysłowej kolei linowej Janikowo – Piechcin

Kolej jest bezzałogową koleją towarową w układzie dwulinowym. Jedna lina jest nośna i stanowi tor, po którym toczą się koła wagonika. Druga lina jest liną pociągową, która powoduje ruch wagonu.
Linia przebiega z kamieniołomów w Piechcinie do stacji załomowej przy zakładach w Janikowie. Przechodzi wśród pól i łąk, nad drogami: Pakość – Radłowo, Pakość – Krzekotowo, DW255: Pakość – Jankowo, Pakość – Janikowo oraz nad Jeziorem Pakoskim. Długość kolei wynosi 7,18 km. Poruszały się po niej 164 wagoniki z prędkością 2,3 m/s. Linia napędzana była silnikiem elektrycznym o mocy 75 kW.